# Caterina Dietschi
Caterina Dietschi (Valcolla, 1º gennaio 1971) è un'allenatrice di sci alpino ed ex sciatrice alpina svizzera.

## Biografia

### Carriera sciistica
Originaria di Colla, ottenne il suo primo piazzamento di rilievo in carriera nella stagione 1992 nella discesa libera di  in Coppa del Mondo disputata a Grindelwald il 1º febbraio e chiusa dalla Dietschi al 27º posto; nel massimo circuito internazionale la sua ultima gara fu la discesa libera di Lenzerheide dell'11 marzo 1995, dove fu 52ª. Afflitta da diversi problemi fisici e infortuni fu costretta presto al ritiro; la sua ultima prova in carriera fu un supergigante valido come gara FIS disputato il 6 aprile 1996 a Flums. In carriera non prese parte né a rassegne olimpiche né iridate.

### Carriera da allenatore
Dopo il ritiro ha intrapreso la carriera tecnica e ha allenato la squadra femminile australiana ai XIX Giochi olimpici invernali di Salt Lake City 2002. Cresciuta a Lugano, dopo il ritiro dalle competizioni s'è stabilita a Flims.

## Palmarès

### Coppa del Mondo
- Miglior piazzamento in classifica generale: 121ª nel 1992